# Sparbanken Lidköping

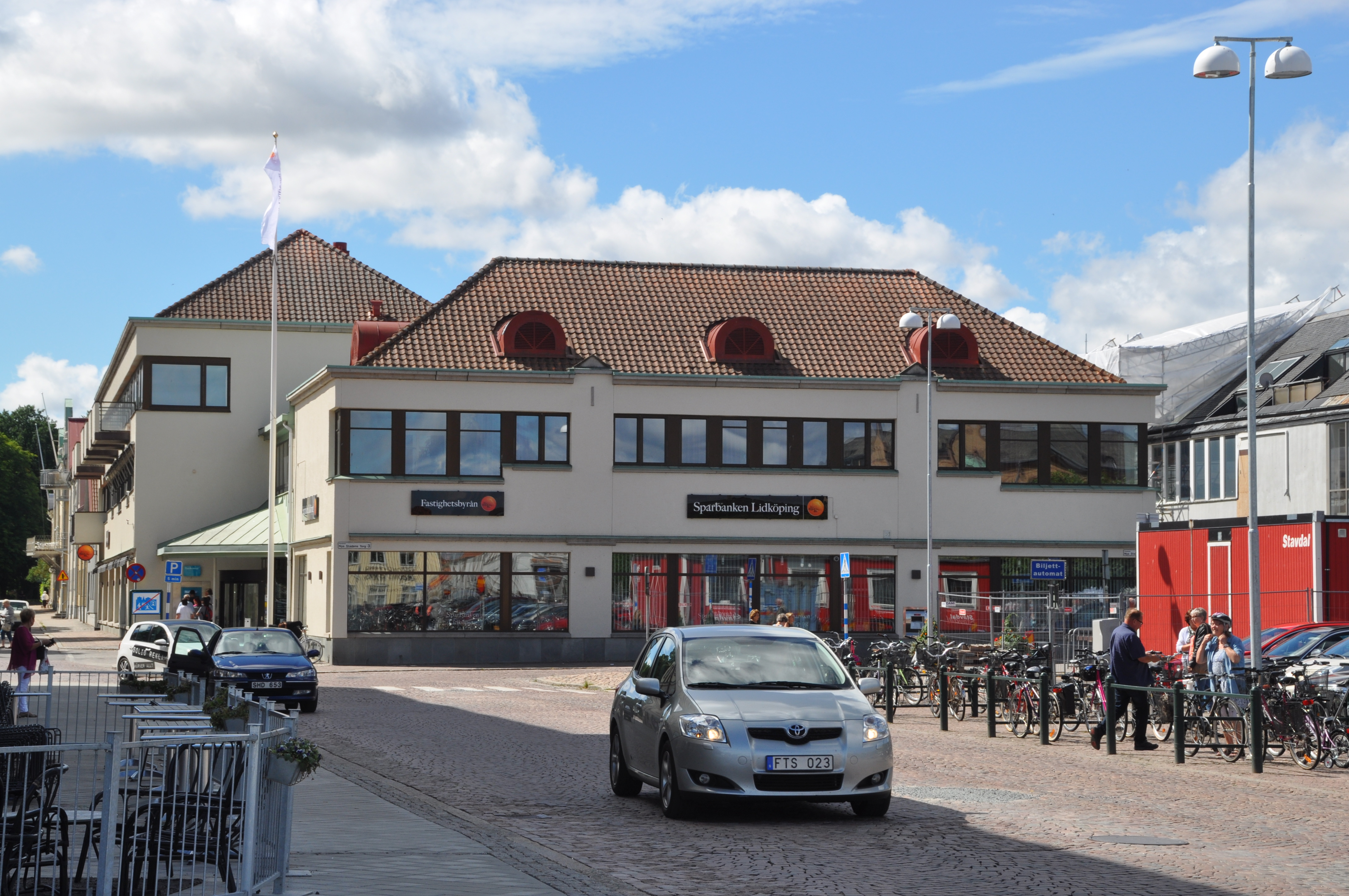
Sparbankshuset i Lidköping

Sparbanken Lidköping är ett bankaktiebolag med verksamhet i Lidköping. Banken ägs av Sparbanksstiftelsen Lidköping och är formellt sett en fristående lokal affärsbank, men genom samarbetsavtal står Swedbank nära. Bankrörelsen har tidigare bedrivits i form av en sparbank och lydde då under sparbankslagen.
Sparbanken Lidköpings huvudkontor ligger vid Nya Stadens Torg. Företaget har drygt 60 anställda. Affärsvolymen 2015 var 17 miljarder kronor. 
År 2016 utförde Westnova Management AB en jämförelse av soliditeten hos Sveriges banker. Detta visade att landets sparbanker har en genomsnittlig soliditet på 15,9  procent, tre gånger högre än storbankernas 5,4 procent. I topp fanns Sparbanken Lidköping med 33,21 procent, Virserums sparbank med 30,89 procent och Högsby sparbank med 29,31 procent.
Företaget är namnsponsor för Sparbanken Lidköping Arena i Lidköping.